# No. 18 (Netherlands East Indies) Squadron

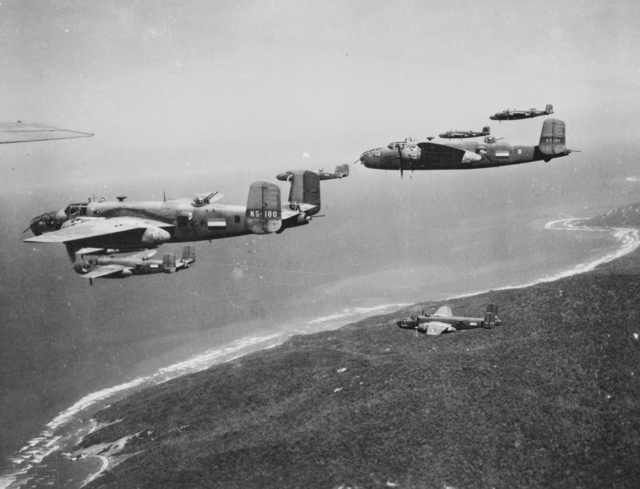
North American B-25 Mitchell bommenwerpers van het No.18 (NEI) Squadron in formatie bij Darwin in 1943

No. 18 (Netherlands East Indies) Squadron was een gecombineerd Nederlands-Australische bommenwerpersquadron in de Tweede Wereldoorlog onder operationeel commando van de Royal Australian Air Force (RAAF). Het squadron werd op 4 april 1942 als RAAF-squadron te Canberra opgericht als No. 18 (Netherlands East Indies) Squadron RAAF. Reeds op 6 juli 1942 werd het ontbonden als een RAAF-squadron en werd het onderdeel van de Militaire Luchtvaart van het Koninklijk Nederlandsch-Indisch Leger, maar nog wel steeds onder RAAF-commando tot 15 januari 1946, toen het operationele commando overging naar de ML-KNIL. Na de onafhankelijkheid van Indonesië werd het materieel van de eenheid in 1950 overgedragen aan de Angkatan Udura Republik Indonesia (AURI), de luchtmacht van de nieuwe staat. Het squadron werd op 26 juli 1950 officieel opgeheven.

## Detachement ML-KNIL in Australië
Al voor de capitulatie van Nederlands-Indië werd personeel van de Militaire Luchtvaartafdeling van het KNIL (ML-KNIL) naar Australië gezonden. Zo kreeg het merendeel van de afdeling van W.F. Boot opdracht om naar Brisbane te vliegen om daar nieuwe B-25 Mitchells in ontvangst te nemen van Amerikaanse overvliegbemanningen. Het betrof hier een noodtoewijzing van 60 toestellen uit de lopende productie voor de Amerikaanse legerluchtmacht. De grootste groep personeel (43 man) vertrok op 14 en 15 februari 1942 naar het vliegveld Archerfield bij Brisbane. Dit was het zogenaamde detachement Boot. In dit detachement bevond zich onder meer ook vlieger Jan Lukkien die kort daarvoor op 13 januari 1942 bij een luchtgevecht met de Japanners bij Balikpapan gewond was geraakt. Het detachement vertrok verdeeld over vier Lockheed Lodestars van Andir bij Bandoeng (twee van de vier Lodestars vertrokken een dag later). De opdracht van Boot omvatte het overnemen van de eerste 14 Mitchells en het met deze toestellen zo spoedig mogelijk terugvliegen naar Java, waar de conversie van de afdeling zou worden voltooid. Aanvankelijk bestond het detachement uit 18 vliegers, 7 telegrafisten en 14 monteurs. De nieuwe Mitchell bommenwerpers waren al onderweg toen de groep van Boot te Archerfield aankwam. Voor de transitie te Archerfield dacht men ongeveer een week per overvliegbemanning nodig te hebben. De bestelde bommenwerpers werden echter niet op tijd geleverd. Boot zou later de eerste commandant van het op te richten 18 (NEI) Squadron RAAF worden.
Eind februari 1942 vertrok vanuit Java opnieuw een detachement van de ML-KNIL naar Australië. Dit detachement, onder leiding van Majoor Roos, had tot taak om in Australië een permanente organisatie van de ML-KNIL op te zetten voor de opleiding van personeel voor de nieuw te ontvangen vliegtuigen. Het eerste B-25-toestel arriveerde op 2 maart 1942, 6 dagen voor de capitulatie van Nederlands-Indië. De B-25 was een geheel nieuw toestel vergeleken met de Glenn Martin waarmee de ML-KNIL tot dan toe vloog. Door de snelle beëindiging van de strijd was Boot gedwongen in Brisbane te blijven. Het was de bedoeling van de bevelhebber van de ML-KNIL Van Oyen om Boot voorlopig squadroncommandant te maken totdat het geheel op operationele sterkte was gekomen. Aangezien het drukke vliegveld Archerfield niet geschikt was voor de oefenvluchten van de Nederlandse bemanningen werd het squadron naar Canberra overgeplaatst. Het detachement werd aangevuld met personeel van het Depot Vliegtuigafdeling van de ML-KNIL, dat grotendeels naar Australië was uitgeweken met Lockheed 12-toestellen en Lodestars.

## Val Nederlands-Indië

### Vluchtelingenstroom uit Nederlands-Indië
Eind februari – begin maart 1942 kwam er vanuit Nederlands-Indië een grote vluchtelingenstroom naar Australië op gang middels koopvaardijschepen van de KPM en vliegend materieel van de KNILM, KLM, ML-KNIL en de Marine Luchtvaartdienst (MLD) die voldoende vliegbereik hadden om Australië te bereiken. Het luchtvaartpersoneel dat Australië wist te bereiken was voornamelijk vliegend personeel en nauwelijks grondpersoneel, zoals monteurs en dergelijke. Na aankomst te Australië moest hun materieel afgestaan worden aan de geallieerden. In de weken die volgden wisten diverse vliegers op spectaculaire wijze Nederlands-Indië te ontvluchten. De Royal Australian Air Force (RAAF) nam de Nederlandse vliegtuigbemanningen op en bracht ze onder in een nieuw op te richten eenheid, No. 18 (Netherlands East Indies) Squadron RAAF.

### Aanval op Broome
Broome was een tankplaats voor vliegtuigen, gelegen tussen Nederlands-Indië en de grotere plaatsen aan de Australische oostkust. Hierdoor kwamen vele Nederlandse vluchtelingen, afkomstig vanuit eilanden als Java, die waren ingenomen na de Japanse invasie, langs Broome. Door de ligging groeide Broome uit tot een belangrijke geallieerde militaire basis. Begin 1942, rond de Slag om Java, passeerden meer dan 1000 Nederlanders Broome, voornamelijk in watervliegtuigen. De Aanval op Broome was een luchtaanval op 3 maart 1942 door Japanse jachtvliegtuigen op de Australische plaats Broome, waarbij ten minste 88 personen werden gedood en een groot aantal geallieerde vliegtuigen werd vernietigd. Tachtig kilometer ten noorden van Broome werd ook op 3 maart 1942 een Douglas DC-3 van de Koninklijke Nederlandsch-Indische Luchtvaart Maatschappij neergeschoten door de Japanners. Dit vliegtuig vervoerde vluchtelingen vanuit Bandung en had voor een grote waarde aan diamanten bij zich. Vijf inzittenden verloren bij deze aanval hun leven. In het gehele gebied rondom Broome waren geen geallieerde jachtvliegtuigen aanwezig. Enkel luchtafweergeschut vanaf de grond kon de Japanse jachtvliegtuigen schade toebrengen. Een Japanse vlieger (Osamu Kudo) werd hierdoor gedood door de eerste luitenant van de KNIL Gus Winckel, die een 7,9 mm machinegeweer hanteerde.

### Ontsnapping B-17
In de nacht van 4 op 5 maart 1942 vertrok Kok samen met de Amerikaanse vlieger Cherymisin vanuit Vliegbasis Andir naar Australië met een B-17 Flying Fortress. Beiden vliegers vlogen gewoonlijk op de Lockheed Loadstar en hadden nog nooit dit type vliegtuig gevlogen. Bij aankomst in Australië werd het toestel aan de Amerikanen overhandigd.

### Evacuatie vips
Op 3 maart 1942 vloog Kapitein Eddy Dunlop de PK-ALW naar een stuk van de in aanbouw zijnde Boeaba-toeweg buiten Bandoeng om daar te wachten op de komst van de Luitenant-Gouverneur-Generaal Dr. H. van Mook, die naar Australië geëvacueerd moest worden. Pas in de nacht van 7 maart om 01.00 uur, met zware gevechten op nog geen 15 km afstand, vertrok het laatste KNILM vliegtuig uit Indië met zijn VIPs die opgewekt een zitplaats op de grond van het vliegtuig accepteerden. Met bijzondere toestemming van de legercommandant vertrokken per vliegtuig (3 Lockheed Lodestars en een DC-3) naar Australië, samen met onder meer Dr. Van Mook, diverse hoge ambtenaren, legercommandant L.H. van Oyen, kapitein Jhr J.M.R. Sandbergh, kapitein D.C. Buurman van Vreeden, kapitein A.L.A. Coppens, luitenant-kolonel Prof Dr. Ir Otten (Hoofd TD) 1e luitenant voor Speciale diensten Mr. Creutzberg (Adjudant van Van Oyen), 1e luitenant-vlieger Simons van de afdeling 1-VL-G-V, 2e bestuurders-mitrailleurschutter Van der Touw, De Serriere, Guillaume, Ketting, en de sergeant-monteurs Van Limbeek en Versnel. Zoals tijdens de meeste evacuatievluchten van de KNILM was een lang touw door het midden van de cabine de enige houvast voor de passagiers. Na een vlucht van meer dan 7 uur arriveerde het vliegtuig veilig te Port Hedland in Australië. De DC-3 PK-ALW staat nu opgesteld in het Queensland Air Museum.

### Ontsnapping Glenn Martin M-585
Eind februari 1942 was de eens zo machtige ML-KNIL-vloot van meer dan 95 Glenn Martin vliegtuigen gereduceerd tot 11 gevechtsklare toestellen. Daarnaast waren er nog 24 gevechtsklare jagers. Uiteindelijk wist slechts 1 Glenn Martin de tocht naar Australië te maken. Deze laatste bommenwerper, de M-585, stond op Vliegbasis Andir, voorzien van nieuwe motoren maar met een romp vol kogelgaten. Op de laatste dag van de strijd (Nederland capituleerde op 8 maart) vertrok het toestel om 00.50u met 9 personen aan boord voor een vlucht van ruim 7 uur naar Broome, met als tweede bestuurder luitenant Bertie Wolff, de latere Bevelhebber der Luchtstrijdkrachten. Deze 9 personen waren: piloot luitenant Pieter van Erkel, luitenant Bertie Wolff en zijn echtgenote Thea Wolff, kapitein Simon Spoor (de latere legercommandant), kapitein G.L. Reinderhoff, luitenant-waarnemer R. van Loggem, sergeant Gerrit Hendrik Paalman, sergeant-telegrafist Timmermans en sergeant-monteur Pilger. Dankzij een extra brandstoftank en een gunstige staartwind kwamen ze aan met nog voor 30 minuten brandstof in de tank. Verstijfd van de kou, vanwege de vele kogelgaten, bereikten de inzittenden veilig Australië. Het toestel werd later verkocht aan de USAAF en gebruikt door een Amerikaanse generaal. (Toestelnaam: USAF B10 - serienr: 42-68358).
Eerste luitenant Pieter van Erkel is op 1 december 1942 omgekomen bij een instructievlucht met een Harvard AT-6A (41-367), samen met sergeant Van Schieven, tijdens slecht weer op vliegveld Vicksburg bij de RNMFS (Royal Netherlands Military Flying School) Jackson - Missippi (USA). Luitenant Gerrit Paalman is 21 november 1943 omgekomen bij een crash met een B-25 na een aanval op schepen bij Taberfane (Aru-eilanden|Aroe-eilanden). De overigen zijn na de overgave van Japan teruggegaan naar Java.

### Ontsnapping Lockheed L2-12
Op 9 maart 1942 vertrok vaandrig vlieger-waarnemer Frederik Pelder met twee Australiërs, een Nieuw-Zeelander en een Canadees in een tweemotorige Lockheed L2-12 met registratienummer L-201 vanaf het vliegveld Pameungpeul aan de zuidkust van Java naar Sumatra. Het toestel stond gedeeltelijk vernield op het vliegveld. Via Medan en het vliegveld Lho-Nga bij Koeta Radja vertrok Pelder op 11 maart naar Colombo, waar hij na ongeveer 10 uur vliegen aankwam. Deze vlucht was om twee redenen bijzonder. De vlucht vond een dag na de capitulatie van Nederlands-Indië plaats, zodat Pelder tot de groep Engelandvaarders kon worden gerekend. Daarnaast kon de vlucht van meer dan 1500 mijl alleen worden gemaakt met een provisorisch brandstofsysteem waarbij extra brandstoftanks achter de cockpitstoel stonden vastgesjord. Met een handpomp werd regelmatig brandstof overgepompt naar de tanks van de L-201. Het toestel is later overgedragen aan de RAF in Brits-Indië. Pelder zou later naar Australië gaan om zich daar aan te sluiten bij de ML-KNIL aldaar.

## No. 18 (Netherlands East Indies) Squadron RAAF

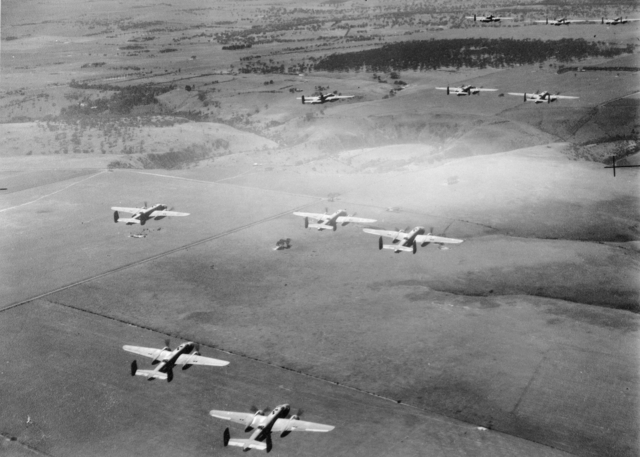
Een formatie Mitchells van het 18 (NEI) Squadron in de buurt van Canberra

Op 4 april 1942 werd te Canberra het No. 18 (Netherlands East Indies) Squadron RAAF opgericht op de RAAF-vliegbasis Fairbairn. Het merendeel van het vliegend personeel was Nederlander, terwijl het grondpersoneel overwegend Australisch was. Dit had te maken met het tekort aan Nederlands grondpersoneel. Vanuit deze plaats aan Australiës oostkust opereerde het squadron tot eind 1942. Hoewel het squadron nog niet compleet was zette de RAAF de Nederlandse manschappen al snel in. Met succes voerden ze vluchten uit ter bescherming van de Australische koopvaardij.

### Bevelsstructuur
Als squadroncommandant werd kapitein W.F. Boot voorgesteld. Op 21 april 1942 arriveert Boot te Canberra en nam het commando van het No. 18 (NEI) Squadron RAAF op zich. Het was geen succes, aangezien Boot beslist niet populair was onder zijn troepen, die niet konden accepteerden dat Boot de leiding over het squadron kreeg. Op 28 april 1942 werd de oudere majoor B.J. Fiedeldij op 1 juni 1942 naar voren geschoven om het commando op zich te nemen. Boot werd na zijn falend beleid als commandant aangesteld als liaisonofficier op het geallieerde hoofdkwartier, om er de plaats over te nemen van majoor Coppens. Kapitein H.J. de Vries (Landmacht) werd liaisonofficier bij de Onderbevelhebber Strijdkrachten Oosten en bij het hoofdkwartier van de geallieerde luchtmacht. Opmerkelijk genoeg werd Boot later in 1946 wederom squadroncommandant. Ook zou Boot als zeer verdienstelijk vlieger worden beloond met het Vliegerkruis voor 30 opdrachten (321 uur) als vlieger bij het No. 18 (NEI) Squadron in de Grote Oceaan.

### Personeel, materieel en organisatie
Het was de bedoeling dat No. 18 (NEI) Squadron bij de oprichting een levering van achttien B-25 Mitchell bommenwerpers te geven, maar deze vliegtuigen werden toegewezen aan de USAAF (3rd Bomb Group USAAF) voor taken in Nieuw-Guinea. Het ontving uiteindelijk vijf Mitchells in april 1942. Op 8 mei 1942 werd de Royal Netherlands Military Flying School opgericht in Jackson in Mississippi. Hier zou vliegend en grondpersoneel een opleiding krijgen. In juni 1942 bestond het No. 18 (NEI) Squadron uit 242 Nederlanders en 206 Australiërs. Het eskader stond onder bevel van Nederlandse officieren, maar bevond zich onder het operationele commando van de RAAF, die deel uitmaakte van de 79 Wing. De oorspronkelijke vijf B-25s werden vervangen door tien Douglas Bostons (een combinatie van DB-7N en A-20A's). Op 6 juli 1942 werd No. 18(NEI) RAAF Squadron officieel ontbonden als een RAAF-squadron en werd een deel van de ML-KNIL, maar nog steeds onder RAAF-commando. De Bostons werden tussen 23 augustus 1942 en 18 september 1942 vervangen door achttien nieuwe B-25 Mitchells. De eerste dagen in Canberra bestonden uit training en antionderzeebootpatrouilles. Al op 5 juni 1942 werd er een vermeend vroeg succes behaald. Tijdens een van deze antionderzeebootpatrouilles stuitte kapitein Gus Winckel op een verdwaalde Japanse Midget onderzeeër 115 km ten oosten van Sydney, die naar verluidt tot zinken werd gebracht. Later bleek dit niet het geval te zijn. Op 21 oktober 1942 verongelukte een B-25D Mitchell in het Noordelijk Territorium.

## MacDonald Airfield

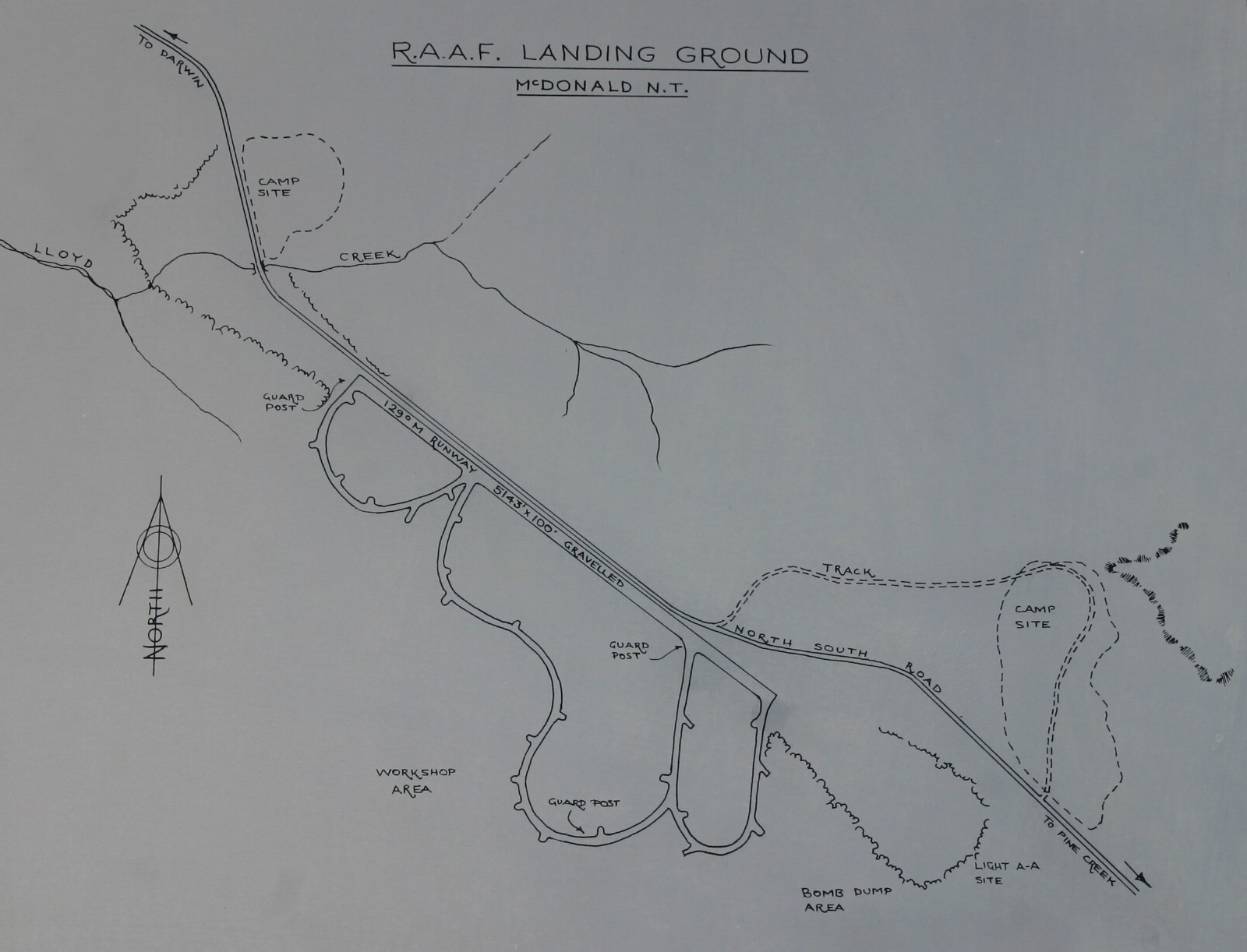
Plattegrond van MacDonald Airfield

Eind 1942 wordt het squadron verplaatst naar het vliegveld MacDonald bij Darwin. Vanuit deze plaats in Noordwest-Australië, die dichter bij het strijdtoneel was gelegen, kon het squadron eenvoudiger worden ingezet. Het squadron werd nu met de aankomst van meer RAAF-personeel op volle sterkte gebracht en bestond uit 40 officieren en 210 manschappen van de ML-KNIL en 8 officieren en 300 manschappen van de RAAF. In januari 1943 was het squadron operationeel en werden de eerste vluchten uitgevoerd over het operatiegebied, dat zich uitstrekte tot de eilanden Soemba en Flores in het westen, de Tanimbar-, Kei- en Aru-eilanden in het noorden en verder de zuidwestkust van Nieuw-Guinea. Vliegveld MacDonald vereiste nog wel een hoop werk. Door het personeel van No. 18 (NEI) Squadron werden afgelegen parkeerplaatsen en taxibanen tussen deze gebieden en het korte vliegveld aangelegd. De ondergrond van granietgrind van het vliegveld was slecht bestand tegen de regens, waardoor vaak reparaties nodig waren.

### Operationele acties van Mac Donald Airfield

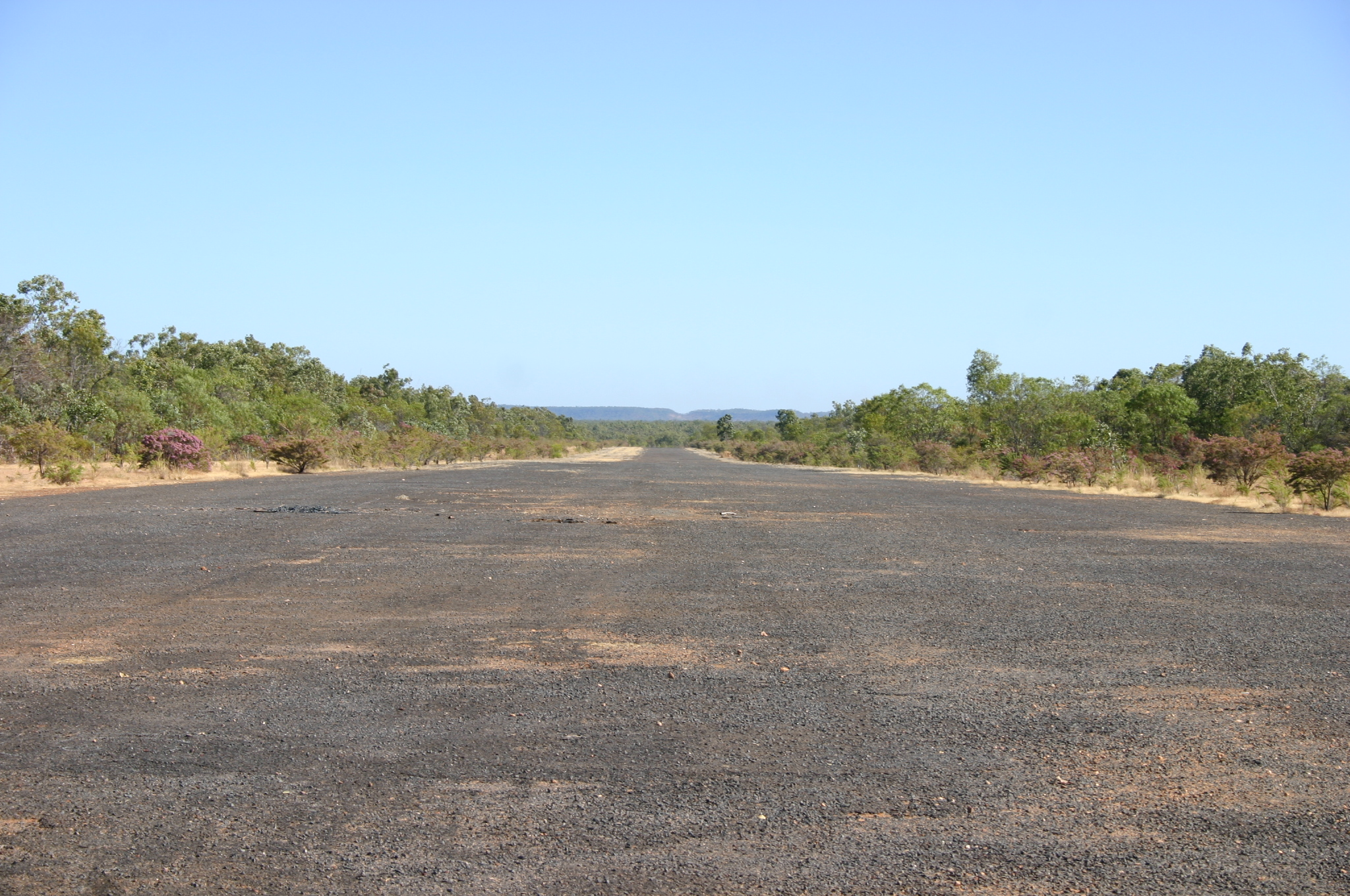
Landingsbaan van MacDonald Airfield in 2007

De eerste operationele vlucht was een verkenningspatrouille op 18 januari 1943 tot de Tanimbar-eilanden op zoek naar gemelde vijandelijke scheepvaart. Men vloog de eerste operationele aanval op 19 januari 1943 tot Toeal op de Kei-eilanden en de volgende dag werden twee Japanse Zeros boven Fuiloro en een "Dave" (Nakajima E8N1 watervliegtuig) op Dobo tijdens een inval op Timor neergeschoten. Enkele belangrijke gebeurtenissen uit deze periode waren:
- Op 31 januari 1943, terugkerend van een dageraadaanval op Dili op Timor moesten twee Mitchells van 18 (NEI) Squadron in de buurt van MacDonald Airfield een noodlanding maken wegens brandstoftekort. Er vielen geen slachtoffers. Hun langeafstand missies hadden tot gevolg dat vliegtuigen vaak te weinig brandstof hadden voor de terugvlucht, als de omstandigheden tegen zaten. Het betrof toestellen met de serienummers N5-139 en de N5-134.
- Op 5 februari 1943 stortte een Mitchell met serienummer N5-132 in de buurt van MacDonald Airfield neer, waarbij de hele bemanning om het leven kwam.
- Op 18 februari 1943, tijdens een aanval op Dili op Timor, werden zes Mitchells van No. 18 (NEI) Squadron onderschept door twee Japanse Zero's. De Mitchell met serienummer N5-144 werd neergeschoten door de Japanners en viel in zee. Een Zero werd vernietigd. De bemanning van de neergehaalde Mitchell werd in een rubberen reddingsboot gezien door de andere Mitchells toen ze uit de omgeving vertrokken omdat hun brandstof onvoldoende was. Drie Lockheed Hudsons wierpen later voedsel in zee voor de neergehaalde bemanning, die vervolgens werd gered door HMAS Vendetta. Pas toen werd ontdekt dat de piloot en bommenrichter waren gedood en de copiloot gewond was door de beschietingen van de Zero. In hun rubberboot was de bemanning aangevallen door een grote haai, die probeerde in de rug van de gewonde copiloot te bijten. Ook moest de bemanning een aanval van een grote zeevogel afslaan. Later in februari 1943 wist het No. 18 (NEI) Squadron nog een Zero neer te schieten. Bij deze actie werd mogelijk een tweede Zero neergehaald en raakten drie anderen beschadigd.
- Op 30 maart 1943 stortte de N5-133 neer bij Point Jahleel, Melville-eiland (Australië) (Noordelijk Territorium).
- In april 1943 vloog het No. 18 (NEI) Squadron samen met Bristol Beaufighters van 31 Squadron RAAF en B-24 Liberators van het 319e Bomb Squadron vrijwel dagelijks missies tegen Japanse bases en Japanse scheepvaart.

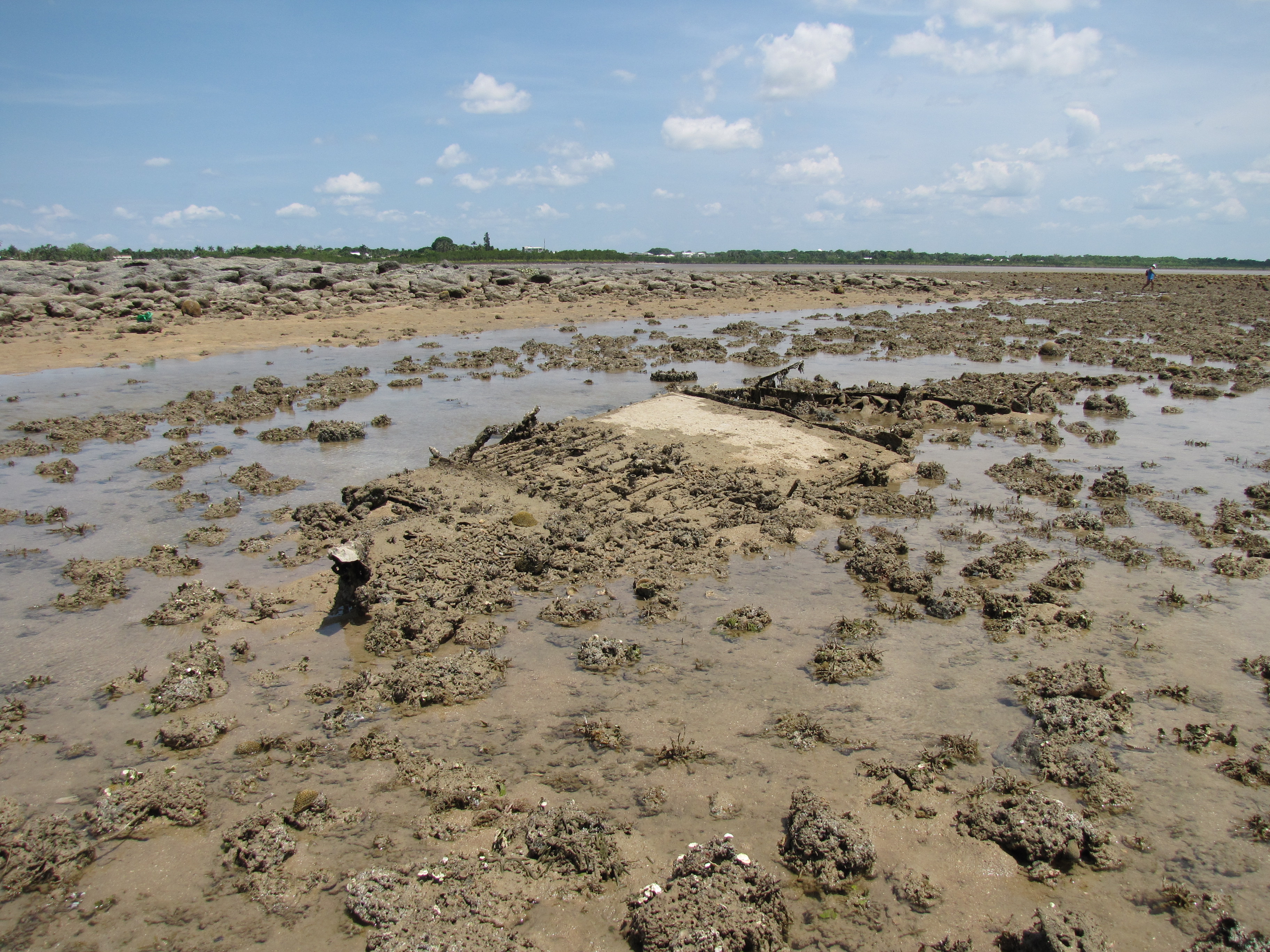
De restanten van de B-25 Mitchell serienummer N5-140 voor de kust van Nightcliff. Dit toestel was in de ochtend van 5 april 1943 vanuit Darwin vertrokken voor een aanval op Timor, maar verongelukte kort na de start, waarbij alle vijf de bemanningsleden om het leven kwamen. De restanten van het vliegtuig zijn alleen zichtbaar bij extreem laag water.

- Op 18 april 1943 voerden 13 Hudsons van No. 2 Squadron RAAF samen net 9 Mitchells van No. 18 (NEI) Squadron een nachtelijke aanval uit op het strategisch gelegen vliegveld Penfui (bij Kupang). No. 18 (NEI) Squadron waren de eersten die aanvielen en kregen te maken met hevig Japans antiluchtdoelgeschut.
- Op 2 mei 1943 werd het vliegveld Penfui gebombardeerd bij het licht van afgeworpen fakkels.
- Op 6 mei 1943 werd Dili op het eiland Timor gebombardeerd.

## Batchelor Airfield
Tussen 13 april 1943 en 8 mei 1943 werd het squadron overgeplaatst naar Batchelor, 80 kilometer ten zuiden van Darwin. Batchelor Airfield was een stuk beter uitgerust dan MacDonald Airfield en lag een stuk verder naar het noorden, dichter bij de missiegebieden. Het squadron bleef tot het einde van de oorlog te Batchelor Airfield. Enkele belangrijke momenten uit deze periode in 1943 waren:
- Op 11 mei 1943 vloog het squadron zijn eerste missie vanuit Batchelor. Dit was een verkenningsmissie langs Somniloquy-Tanimbareiland en Laha (Ambon), en daarnaast missies over Penfui, de haven van Koepang en Dili. No. 18 (NEI) Squadron voerde veel aanvallen op masthoogte uit tegen Japanse schepen. Deze aanvallen bleken erg gevaarlijk; zo ontplofte een van hun vliegtuigbommen nog voordat hij volledig het toestel had verlaten door een verkeerd ingestelde tijdontsteking.
- Op 11 juni 1943 werd luitenant-kolonel J.J. Zomer de nieuwe commandant van No. 18 (NEI) Squadron.
- In juli 1943 werd het eerste grote contingent B-25s van Amerika naar Australië gevlogen door Amerikaanse overvliegbemanningen en de eerste Nederlandse vliegers die waren opgeleid aan de Royal Netherlands Military Flying School. Soortgelijke B-25-contingenten, maar ook verschillende kleinere groepen, vertrokken in de daarop volgende periode. De laatste groep Nederlands personeel vertrok op 15 februari 1944 naar Australië. Onder hen bevond zich ook de commandant van de school Kolonel C. Giebel, die op 31 augustus 1943 het commando van generaal-majoor van Oyen had overgenomen en verder ook de vliegers Jan Lukkien en R. Wittert van Hoogland.
- Op 22 mei 1943 verongelukte bij een nachtelijk vertrek van Batchelor Airfield de B-25C Mitchell N5-152 (#42-32483) "Tangerine", doordat het langs de baan een beveiligingspost raakte. Het toestel had een volle lading met bommen aan boord. De bemanning van Tangerine bestond uit de 1e vlieger B. Wetters, 2e vlieger kapitein Eccles, navigator Jesserun, marconist F.Weber en boordschutters Vernon Mac en McLean.
- Op 2 juni 1943 voerde het No. 18 (NEI) Squadron een aanval uit op Japanse schepen die lagen bij Lautern ( Vila Nova Malaca - noordoost van Oost-Timor).  De aanval vond plaats om 15:52 in de middag. Deze aanval werd uitgevoerd met 4 B-25C Mitchell bommenwerpers. Tijdens deze aanval is de N5-150 met volledige bemanning verloren gegaan. De bemanning van de N5-150 "Pearl" bestond uit de 1e vlieger H. van den Berg, 2e vlieger A. Bouwman, waarnemer Morrisson (RAAF), boordschutter T.E. Williams (RAAF), boordschutter G.F. Prichard (RAAF).
- Op 9 september 1943 verongelukte B-25C Mitchell N5-153, #42-32339, "René" bij een landing op Batchelor nadat het neuswiel en de welvingskleppen weigerden. Het toestel kwam terug van een missie naar Laha op Ambon (zie afbeelding).

- Op 18 oktober 1943 raakte de Mitchell met serienummer N5-145 "The Flying Dutchman" beschadigd. "The Flying Dutchman" raakte op Batchelor van de landingsbaan bij een ongunstige wind. De N5-145 was door "B" Flight op 17 september 1942 in ontvangst genomen. In mei 1943 was het toestel omgebouwd voor grondbeschietingen en het werd uiteindelijk op 21 februari 1944 ontmanteld.
- In oktober 1943 veranderde de samenstelling van het squadron toen Nederlands personeel arriveerde vanuit de Verenigde Staten. Het squadron werd in de nieuwe samenstelling in november 1943 ondergebracht bij een nieuwe, net opgerichte eenheid, No. 79 Wing van de RAAF. In samenwerking met de Australiërs voerden ze verschillende verkenningsvluchten uit voordat het squadron opnieuw werd overgeplaatst.
- In december 1943 voerde het No. 18 (NEI) Squadron met No. 31 Squadron RAAF een gecombineerde aanval uit op Japanse scheepvaart. Op 15 december 1943 vielen 8 Beaufighters van No. 31 Squadron RAAF de plaats Manatuto aan, waarbij ze twee pontons tot zinken brachten en ze schoeners wisten te beschadigen. Vervolgens vielen ze een konvooi aan, waarbij een schip van 500 ton tot zinken werd gebracht. Die middag vielen vijf Mitchells van No. 18 (NEI) Squadron hetzelfde konvooi aan, waarbij de Watatsu Maru van 5123 ton tot zinken werd gebracht. De Beaufighters vervolgden de volgende dag de aanval op het konvooi.
- Op 28 december 1943 vertrok een omvangrijke groep onder leiding van Asjes, bestaande uit 34 vliegers, 17 waarnemers, 17 telegrafisten, 16 luchtschutters en een onderofficier technische dienst via Camp Beale in Californië naar Australië met een Douglas C-47 en zestien B-25 Mitchells.

### Mouwembleem
Vanaf eind 1943 droeg een deel van het personeel van No. 18 (NEI) Squadron een onofficieel mouwembleem met de afbeelding van een Hollandse boerin die haar straatje aan het schoonvegen was, de zogenaamde "Dutch Cleaner". Dit embleem werd onofficieel erkend voor het verdienstelijk optreden tegen de Japanners. Van 17 november 1943 tot 4 januari 1944 was het No. 18 (NEI) Squadron verantwoordelijk voor de vernietiging van zes Japanese schepen, met een laadvermogen van 25,545 ton, plus vele andere kleine vijandelijke boten. Voor zover bekend werd het embleem alleen gedragen door Flight IV onder commando van reserve-eerste luitenant vlieger-waarnemer J. Staal.

## Operationele acties in 1944

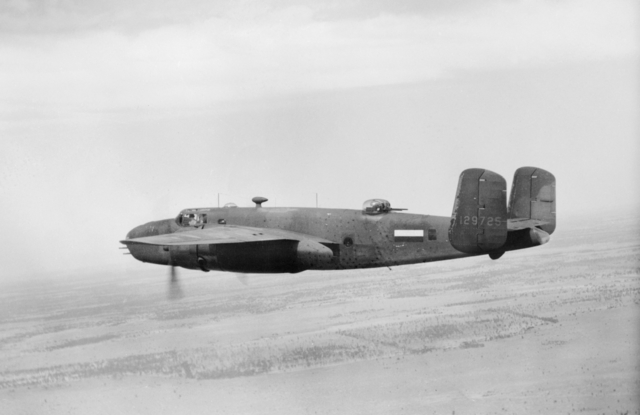
Een Mitchell van het 18 (NEI) Squadron op 14 februari 1944

- Op 4 januari 1944 aanval op masthoogte van munitie-schip bij Koepang met 3 B-25's onder leiding van kapitein Rees met volgvliegtuigen bemand door Holswilder en Kiewiet de Jonge. Tijdens de aanval kreeg de B-25 van kapitein Rees een voltreffer en stortte neer in zee. Kapitein Rees kreeg postuum het Vliegerkruis.[1]
- Op 8 februari 1944 vertrok de laatste grote groep, onder leiding van A.B. Wolff, met eigen vliegtuigen via Camp Beale in Californië naar Australië. De groep bestond uit 38 vliegers, 16 waarnemers, 19 boordschutters, 9 luchtvaartradiotelegrafisten, 2 grondtelegrafisten, 3 verbindingsofficieren, 5 officieren en onderofficieren-vlieger ingedeeld als telegrafist en een technisch officier. Tot de groep behoorden 23 officieren en onderofficieren van de MLD. De groep was in zijn geheel bestemd voor het NEI Pool Squadron te Canberra in Australië. Bij de overtocht tussen Camp Beale en Hawaï verongelukte de B-25 Mitchell N5-191. Hierbij kwamen eerste luitenant-vlieger C.W. de Veer, sergeant J. de Wal (MLD), waarnemer-navigator eerste luitenant S. van der Veen en luchtschutter-sergeant H.Th. Klopper om te leven. Alleen sergeant L.Ch. Huisman overleefde het ongeluk.
- Op 15 februari 1944 werd de Royal Netherlands Military Flying School gesloten, nadat de laatste manschappen waren opgeleid en er niet voldoende leerlingen waren om de school open te houden.
- Als onderdeel van een oefening kreeg op 8 maart 1944 een aantal RAAF-squadrons de opdracht om zich te verplaatsen, in verband met een mogelijke Japanse aanval op Freemantle in West-Australië. Als onderdeel van deze oefening werden No. 18 (NEI) Squadron en No. 31 Squadron RAAF op 10 maart 1944 naar Learmonth Airfield bij Potshot (Exmouth Gulf Area) verplaatst met 16 Mitchells en 8 C-47 Dakotas. No. 120 (Netherlands East Indies) Squadron werd ook verplaatst van Canberra naar Potshot. De Japanse aanval bleef uiteindelijk uit, waardoor op 22 maart 1944 alle squadrons opdracht kregen om naar hun gewone basis terug te keren. Het No. 18 (NEI) Squadron verliet Potshot naar Bachelor op 23 maart 1944.
- Op 30 maart 1944 werden de missies vanuit Batchelor hervat, toen 8 Mitchells het vliegveld te Penfui bombardeerden. In deze periode ontving het No. 18 (NEI) Squadron een aantal nieuwe Mitchells, uitgerust met geschut in het staartstuk.
- Vanaf april 1944 opereerde No. 79 Wing inclusief het No. 18 (NEI) Squadron vanaf New Britain om de oprukkende grondtroepen te ondersteunen.
- In april 1944 waren Koepang, Dili, Penfui en Lautem dagelijkse doelen voor de Beaufighters van No. 2 Squadron RAAF en de Mitchells van No. 18 (NEI) Squadron. In april 1944 werd luitenant-kolonel Te Roller de nieuwe squadroncommandant. Op 19 april 1944 vielen 8 Beaufighters en 15 Beauforts van No. 1 Squadron RAAF samen met 12 Mitchels van No. 18 (NEI) Squadron de barakken en het dorp te Su aan.
- In mei 1944 werden verschillende doelen op Timor continu aangevallen door No. 1 en No. 31 Squadron RAAF en No. 18 (NEI) Squadron. Op 18 mei 1944 werd de Mitchell met serienummer N5-177 neergeschoten door Japans luchtafweergeschut bij een aanval op het dorp Saumlaki. Op 23 mei 1944 werd een andere Mitchell met serienummer N5-162 neergeschoten door Japans luchtafweergeschut bij een aanval op het eiland Timor.
- Op 23 juni 1944 werd squadroncommandant luitenant-kolonel Te Roller gedood bij een aanval op Japanse scheepvaart in de buurt van Timor, toen zijn Mitchell met serienummer N5-162 werd geraakt door een Japans luchtdoelgeschut. Het toestel explodeerde en viel in zee. Ook de andere bemanningsleden, H.J. Jansen, W. Reedijk, Th.W. van Lier, G.Th. Willemsen en Bernard Roy Clark (RAAF), kwamen om het leven. Bij deze aanval werden drie Japanse schepen vernietigd of beschadigd.

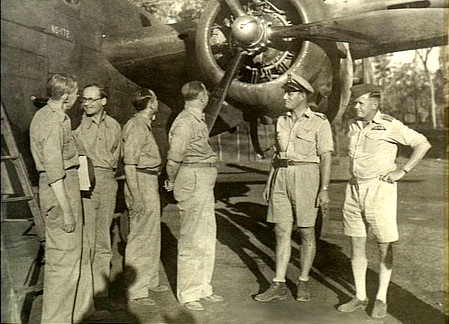
Vliegveld Batchelor, juli 1944. Squadroncommandant luitenant-kolonel D.L. Asjes, (2e van rechts) met group commander J.P. Ryland, commandant van no. 79 Wing RAAF (ver rechts) in gesprek met leden van de Empire Parliamentary Delegation

- Op 1 juli 1944 werd luitenant-kolonel D.L. Asjes de nieuwe commandant van het No. 18e (NEI) Squadron.
- In juli 1944 voerde No. 18 (NEI) Squadron, samen met No. 2 Squadron RAAF en No. 31 Squadron RAAF, een aanval uit op een Japans transport tussen Timor Babar, Sermata en de Leti-eilanden.
- Op 29 juli 1944 vielen 9 Mitchells van No. 2 Squadron RAAF samen met 9 Mitchells van No. 18 (NEI) Squadron bij zonsondergang Penfui aan. In deze periode vloog het No. 18 (NEI) Squadron missies van 14 uur bij daglicht om pamfletten af te werpen boven jappenkampen op Java, een zogeheten propagandavlucht.
- Op 11 augustus 1944 vond een aanval bij zonsondergang op vliegveld Langgoer plaats door twaalf vliegtuigen, waaronder de N5-178, gevlogen door luitenant-kolonel D.L. Asjes en copiloot kapitein W.F. Boot.
- Op 18 augustus 1944 brak er brand uit in de N5-170 op Batchelor Airfield.
- Op 21 augustus 1944 ondernam Asjes een riskante vlucht tijdens een zeer donkere nacht naar de Kei-eilanden om te zoeken naar de bemanning van een verloren gegaan vliegtuig.
- Op 24 augustus 1944 voerde Asjes een riskante vlucht uit waarbij hij zocht naar de bemanning van een Mitchell onder commando van Pieter Cornelis André de la Porte, toen hij vervolgens bij Larat in een benarde positie geraakte door het ontvangen van onverwacht en onbekend, vermoedelijk afweervuur.
- Op 29 augustus 1944 vloog Asjes naar de Kei- en Tanimbareilanden, waarbij vijandelijke schepen tot zinken werden gebracht en zwaar tot halfzwaar vijandelijk luchtafweergeschut tot zwijgen werd gebracht. Bij deze vlucht werd zijn toestel onherstelbaar beschadigd.
- Op 30 augustus 1944 vond de aanval op het stadje Larat (Tanimbareilanden) met twaalf vliegtuigen plaats, waaronder de N5-122 gevlogen door luitenant Vogler met co-vlieger kapitein W.F. Boot.
- Op 9 september 1944 vond een speciale missie, gevlogen door kapitein W.F. Boot (N5-173), plaats. Doel was het uitwerpen van voedsel en medicijnen bij Seroea, Damar, Te-oen en de Nila-eilanden ten behoeve van de zwaar geteisterde bevolking in die gebieden.
- Op 23 september 1944 vertrekt de N5-185 van Potshot voor een pamflettenvlucht. Gezagvoerder is Guus Hagers en tweede vlieger Adriaan "Ed" van der Heiden. De route die werd gevlogen was Potshot (West-Australië), Bandoeng, Garoet, Tasikmalaja, Potshot.
- Op 7 oktober 1944 werd luitenant-kolonel M. van Haselen de nieuwe squadroncommandant.
- In oktober 1944 wisten No. 2 Squadron RAAF en No. 18 (NEI) Squadron samen 54 schepen te beschadigen of tot zinken te brengen. Op 6 november 1944 wisten de twee squadrons samen bij een aanval op Waimgapu (Soemba) de Japanse speciale onderzeebootjager no. 118 tot zinken te brengen. Later in november wisten ze samen twee koopvaardijschepen tot zinken te brengen voor de kust van Timor.

## Operationele acties in 1945

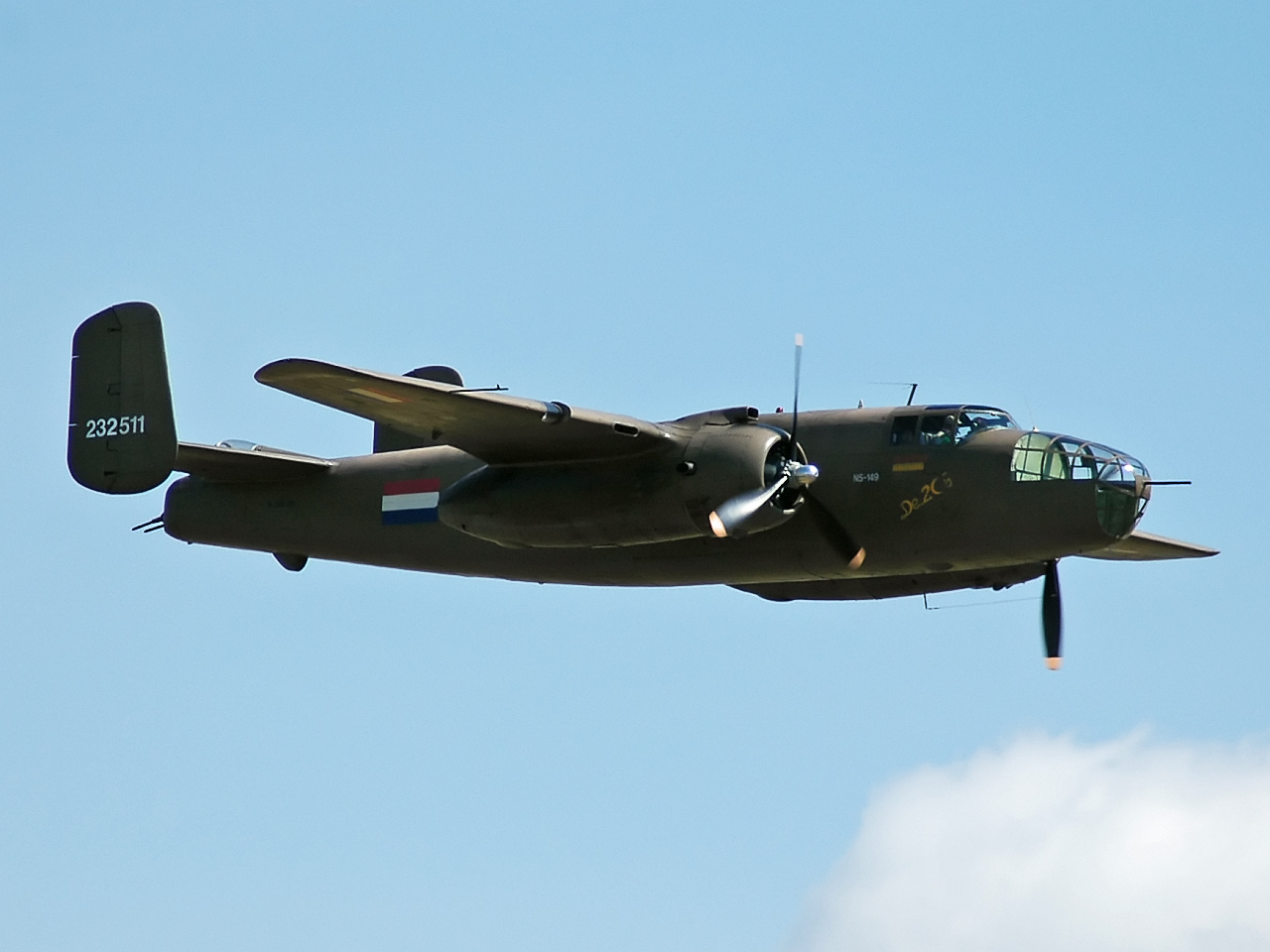
B25J Mitchell geschilderd in de kleuren van No. 18 (NEI) Squadron

Enkele bijzondere gebeurtenissen in 1945 waren:
- Op 2 januari 1945 verongelukte de B-25D Mitchell N5-211, (#43-3836) bij het opstijgen van Batchelor Airfield.
- Op 28 januari 1945 werd een tweede propagandavlucht uitgevoerd, deze keer met de N5-185, onder commando van majoor van Breemen. Tijdens deze missie werd het interneringskamp Ambawara ontdekt, waarvan de geallieerden tot die tijd slechts het bestaan vermoedden. Door laag te vliegen wist Van Breemen veel beroering te wekken binnen de vier kampen. De vlucht boven Java duurde vierenhalf uur, waardoor er te weinig brandstof was voor de terugvlucht. Toen het toestel ook nog in hevige moessonbuien terechtkwam, waardoor de motoren onregelmatig gingen lopen en de gezagvoerder gedesoriënteerd raakte, werd de kans op een landing in het water steeds groter. Uiteindelijk wist Van Breemen op de laatste druppels brandstof zijn toestel te Broome aan de grond te zetten. Na een dag rust werd door hetzelfde toestel nogmaals een vlucht naar Java gemaakt. Deze vlucht had niet alleen tot doel om pamfletten uit te gooien, maar ook om foto’s te maken van het havencomplex bij Tjilatjap aan de zuidkust van Java. Miljoenen pamfletten werden uitgeworpen en honderden foto’s gemaakt. Ten slotte hebben de met rood-wit-blauwe vlag opgesierde machines bij tallozen de aandacht getrokken en velen werden in de kampen moreel gesterkt dankzij van Breemen, Hagers en hun mannen.
- Op 9 februari 1945 raakte een B-25J Mitchell met serienummer N5-217 (#43-27925) ernstig beschadigd bij een buiklanding op Gorrie Airfield, gelegen ongeveer 9 km ten noorden van Larrimah, en 65 km ten zuiden van Mataranka aan de westzijde van de Stuart Highway. Het toestel werd ontmanteld op 14 mei 1945.
- Op 25 februari 1945 was No. 18 (NEI) Squadron begonnen aan de geplande verhuizing naar Jacquinot Bay in Nieuw-Brittannië. Voorraden waren al per schip verstuurd toen de verhuizing werd afgeblazen. De Nederlanders wilden naar Oost-Indië en hadden MacArthur gesmeekt om een verandering in de plannen. Gaf hij toe dan zou het squadron worden doorgestuurd naar Morotai in de Halmaheras.
- Op 6 april 1945 vielen elf Mitchells van No. 18 (NEI) Squadron samen met tien B-24's van No. 21 Squadron RAAF een Japans konvooi in de Floreszee aan, dat begeleid werd door de lichte kruiser Isuzu. Het konvooi evacueerde Japanse troepen uit Timor. Twee B-24's werden neergeschoten door Japanse vliegtuigen het konvooi beschermden. Een Mitchell van No. 18 (NEI) Squadron plaatste twee voltreffers op de Isuzu. De zwaar beschadigde Isuzu was een gemakkelijke prooi, toen het de volgende dag tot zinken werd gebracht door de Amerikaanse onderzeeërs Char en Gabilan. Het bombardement op de Izuzu zou de laatste operationele opdracht onder RAAF-commando van het No. 18 (NEI) Squadron worden, hierna werden alleen nog verkenningsmissies gevlogen, totdat het in mei 1945 buiten operationele status werd geplaatst in verband met de overplaatsing naar Nieuw-Brittannië.
- Op 5 mei 1945 werd de bevrijding van Nederland gevierd en spoedig daarna werden orders ontvangen om de onderdelen van 79 Wing te verplaatsen naar Morotai en Biak. Het verblijf op Morotai was verre van aangenaam. Er was gebrek aan tenten en waterwagens en het regende er voortdurend. Toen daarna de order kwam dat men zou worden overgeplaatst naar Borneo was dat te veel van het goede.

Door de afnemende Japanse aanwezigheid rondom de oostelijke eilanden van Nederland-Indië werd door de Nederlandse autoriteiten een verzoek ingediend om de B-25’s van No. 18 (NEI) Squadron te vervangen door de B-24 Liberator zware bommenwerpers die een langer vliegbereik hadden, maar dit liep op niets uit en zo bleef het squadron opereren met de B-25.

## Balikpapan - Borneo
In juli 1945 volgde overplaatsing van Batchelor Airfield naar Balikpapan op Borneo om steun te verlenen bij de bevrijding van Borneo. Op 17 juli 1945 kwam men te Balikpapan aan. Operaties waren door de Japanse capitulatie op 15 augustus niet meer nodig. Vanaf dit moment zou de voornaamste taak het afwerpen van pamfletten en voedsel boven jappenkampen in Borneo, Celebes en Java zijn.

### Capitulatie van Japan
Op 15 augustus 1945 capituleerde het Keizerrijk Japan. Na de capitulatie kwam het squadron onder bevel van de SEAC (South East Asia Command) met als voornaamste basis Balikpapan.
In de periode januari 1943 tot 15 augustus 1945 voerde het 18 (NEI) Squadron circa 1900 vluchten uit. Tijdens deze vluchten werden 85 Japanse, of voor Japan varende, schepen vernietigd. Daarnaast voerde het squadron bombardementen uit op vijandelijke vliegvelden en strooide het voor propagandadoeleinden pamfletten uit boven bezette gebieden. De vluchten waren niet zonder gevaar, zo vielen er binnen het squadron in totaal 95 slachtoffers. In juli 1945 werden de Mitchells van No. 2 Squadron RAAF en No. 18 (NEI) Squadron overgeplaatst van 79 Wing naar de First Tactical Air Force.
De nieuwe taak voor het squadron bestond uit verkenningen voor het SEAC, het opsporen van interneringskampen, droppings van levensmiddelen en medicijnen en het transport van voormalige geïnterneerden naar Australië in opdracht van de Recovery of Allied Prisoners of War and Internees. In verband met de gespannen situatie mochten er nog geen vliegtuigen op Java en Sumatra geplaatst worden en mochten de B-25's uitsluitend landen indien zij geheel ontwapend waren en enkel voor niet-militaire doeleinden. Bijzonder was een vlucht vanuit Australië naar Java en terug, waarbij René Wittert van Hoogland in augustus 1945 zijn vrouw, Jeanne Bosch van Drakestein van Nieuw Amelisweerd en zijn vijf kinderen uit het jappenkamp Tjideng in Batavia bevrijdde.

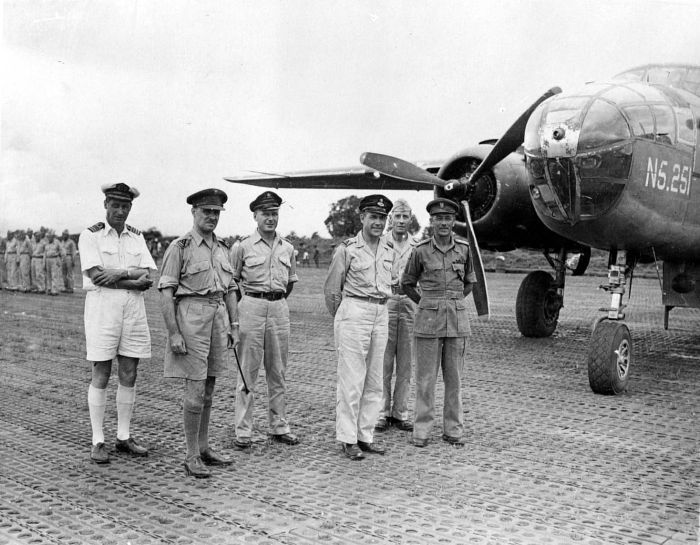
Afscheid van kolonel Giebel, commandant van de KNIL-troepen in de Grote Oost en Borneo, op het vliegveld Mandar bij Makassar, 25 maart 1946

Op 8 september 1945 vlogen de Mitchells van No. 2 Squadron RAAF en 18 (NEI) Squadron over HMAS Burdekin, aan boord waarvan de Japanse capitulatie werd getekend. Op 21 september 1945 bood No. 18 (NEI) Squadron luchtdekking aan de 7th Australian Division bij hun landing te Makassar. Op 25 november 1945 werd het RAAF-deel van het squadron opgeheven in verband met de demobilisatie van de Australische piloten. In november 1945 werd ook een begin gemaakt met de verplaatsing van het squadron naar vliegbasis Tjililitan op Java en het werd daar in Hangaar III ondergebracht, en uiteindelijk ging op 15 januari 1946 het operationele commando van het squadron over in Nederlandse handen. Op 14 februari 1946 werd kapitein-vlieger W.F. Boot voor de tweede maal squadroncommandant. Hij zou commandant blijven tot en met 29 juni 1946.

## Indonesische Onafhankelijkheidsoorlog
In de loop van 1946 kreeg het squadron, naast vracht- en personenvervoer, weer een militaire taak en verleende men luchtsteun aan de grondtroepen. Op 1 april 1946 arriveerde het laatste deel van het squadron van Balikpapan op Tjililitan en was het squadron, hoewel voor korte tijd, geheel bijeen. Door de snel wisselende situatie en wensen van de Territoriale Troepencommandanten werden geregeld B-25's gestationeerd op andere vliegbases zoals te Bali, Makassar en Semarang. Het squadron deed actieve dienst tegen de Indonesische nationalisten tijdens de Politionele acties van 1946 tot en met 1949.

### Eerste politionele actie
In oktober 1946 werd het 16e Squadron opgericht uit personeel van het 18e Squadron. Tijdens de eerste politionele actie, op 21 juli 1947, werd het squadron voornamelijk ingezet voor verkenningen en het bombarderen van spoorlijnen en artillerieopstellingen van de TNI. Zo werden onder meer het spoorbaanvak Cheribon-Poerwakarta en het baanvak Kroja-Gombong en de kustartillerie op Noesakembangan gebombardeerd. De verkenningen vonden plaats boven Republikeins gebied om zodoende een beeld te krijgen van de sterkte en verplaatsingen van de TNI. In totaal werden er tijdens de eerste politionele actie 55 missies gevlogen. Na de eerste politionele actie hervatte men weer de "normale" werkzaamheden, die voornamelijk bestonden uit het verlenen van luchtsteun aan grondtroepen. In augustus 1948 werd het 16 Squadron, gelegerd te Palembang, opgeheven. Het vrijkomende personeel werd weer ingedeeld bij 18 Squadron. Dit personeel bleef echter gelegerd te Palembang.

### Tweede politionele actie
Tijdens de tweede politionele actie, op 19 december 1948, waren er B-25's gelegerd te Tjililitan, Semarang, Medan, en Andir (Bandoeng). De taak van het squadron bestond uit het uitschakelen van de luchtmacht van de TNI en het ondersteunen van grondtroepen. Deze steun was soms cruciaal, zoals bij de opmars van de W-Brigade naar Banjarnegara, waar men op hevige tegenstand stuitte en de opmars tot stilstand kwam. Ook voorkwam het squadron de vernieling van de bruggen bij Rangkasbitoeng tijdens de opmars in Bantam. Niet alleen op Java maar ook op Sumatra kwam het squadron in actie. Zo verleende het squadron onder meer steun bij Laboehanbilik (Noord-Sumatra), schakelde het twee radiostations uit bij Tjoeroep en Kepahiang (Zuid-Sumatra) en verleende men steun aan de luchtlanding bij Djambi (Midden-Sumatra). Daarnaast voerde het squadron ook nog vele verkenningen uit. In totaal werden er tijdens de tweede politionele actie 337 missies gevlogen. In april 1950 werd het squadron nog uitgebreid met de P-51 Mustangs van de PVA-KNIL.

## Opheffing
Na het einde van de Indonesische Onafhankelijkheidsoorlog was nr. 18 Squadron het laatste squadron dat werd overgedragen aan de nieuwe staat. Het werd vervolgens op 15 mei 1950 ontbonden. De veteranenorganisatie '18 Squadron NEI-RAAF Forces Association' bestond tot 1999. Ze publiceerde regelmatig een Newsletter met veel informatie over het squadron. De laatste, die werd uitgegeven als No. 63, was gedateerd oktober 1999.

## Squadroncommandanten
Onder commando van de RAAF:
- Kapt. W.F. Boot, 21-04-1942 / 01-05-1942[2]
- Lt.Kol B.J. Fiedeldij, 01-05-1942 / 11-06-1943
- Lt.Kol J.J. Zomer, 11-06-1943 / 04-1944
- Lt.Kol. E.J.G. te Roller, 04-1944 / 23-06-1944 (gesneuveld bij luchtaanval in de buurt van Timor)
- Lt.Kol. D.L. Asjes, 01-07-1944 /07-10-1944
- Lt.Kol. M. van Haselen, 07-10-1944 / 13-06-1945
- Lt.Kol R.E. Jesserun, 13-06-1945 / 14-02-1946

Onder commando van de ML-KNIL:
- Kapt. W.F. Boot, 14-02-1946 / 29-06-1946
- Lt.Kol. C. Terluin, 29-06-1946 /01-11-1946
- Kapt. D. Berlijn, 01-11-1946 /07-06-1947 (vader van Dick Berlijn)
- Kapt. W.F.A. Winckel, 07-06-1947 /15-06-1948
- 1e Lt. Hulscher, 15-06-1948 / 31-08-1948[3]
- Kapt. R. de Senerpont Domis, 31-08-1948 / 14-10-1949
- Kapt. P. van Buren, 14-10-1949 / 12-04-1950
- Kapt. H. van Weerden, 12-04-1950 / 15-05-1950

## Bekende leden van No. 18 (NEI) Squadron

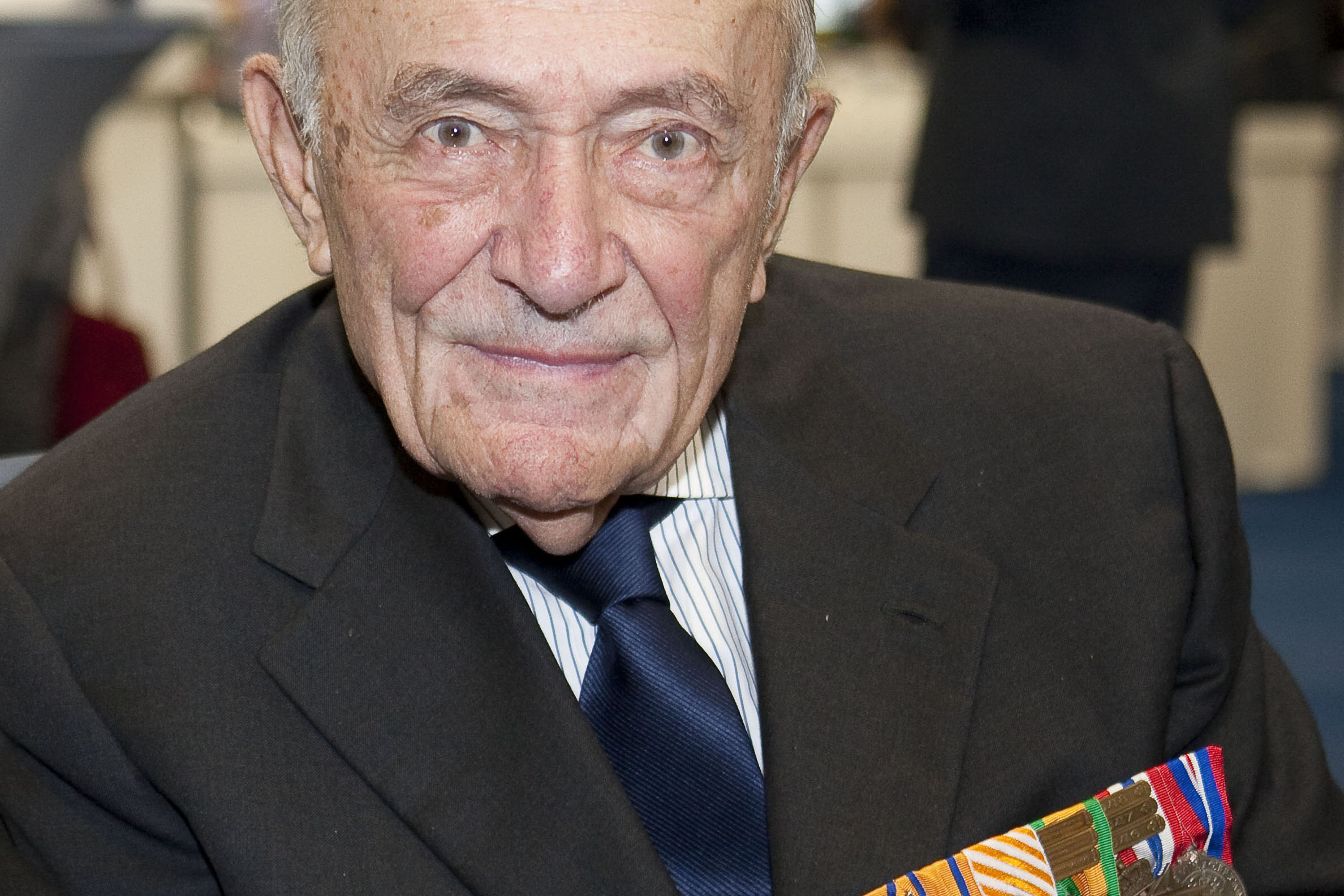
F.J.W. den Ouden

J.Jansen, oorlogsvlieger en instructeur van de Royal Netherlands Military Flying School
- Folef d'Aulnis de Bourouill, afkomstig van de Marine Luchtvaartdienst
- J. Lukkien, oorlogsvlieger en instructeur van de Royal Netherlands Military Flying School
- F.J.W. den Ouden, oorlogsvlieger
- Frederik Pelder, oorlogsvlieger
- H.J.H. Daanen, oorlogsvlieger
- Albert Eduard Stoové, oorlogsvlieger
- Pieter Cornelis André de la Porte, oorlogsvlieger, gesneuveld op 24 augustus 1944 bij luchtaanval te Larat, Ambon
- H.C.A. Smits van Burgst, wingman
- G. Winckel, oorlogsvlieger
- R. Wittert van Hoogland, oorlogsvlieger en instructeur van de Royal Netherlands Military Flying School
- Reinier Emil Jessurun, oorlogsvlieger en commandant van No. 18 (Netherlands East Indies) Squadron en RMWO houder
- W.J. Holswilder, oorlogsvlieger, 39 missies, onderscheiden met vliegerkruis, later persoonlijk vlieger prins Bernard

## Toestellen
- B-25 Mitchell (1942–1950)
- Douglas DB-7 (1942)